# Fruitadens
Fruitadens haagarorum
Genre
Espèce
Fruitadens est un genre éteint de petits dinosaures ornithischiens du Jurassique supérieur du Colorado, États-Unis.
L'espèce type et seule espèce, Fruitadens haagarorum, a été nommée et décrite par Richard J. Butler (d) et al. en 2010. Elle est basée sur l'holotype LACM 115747, constitué de restes retrouvés à Fruita (Colorado), dans une strate de la formation de Morrison datée du Tithonien inférieur, soit il y a environ entre 150 Ma (millions d'années).

## Historique
La description de Fruitadens repose sur des fossiles retrouvés au cours des années 1970 et 1980 par des équipes du Musée d'histoire naturelle du comté de Los Angeles (LACM) menées par George Callison. Le site, géré par le Bureau de gestion du territoire, est connu sous le nom de Fruita Paleontological Area.

## Description
Fruitadens est le plus petit genre connu d'ornithischiens. Les jeunes adultes ont une taille située entre 65 et 75 centimètres pour une masse de 500 à 750 grammes. Fruitadens était probablement omnivore, bipède et adapté à la course,, c'est l'un des derniers membres des Heterodontosauridae à avoir vécu.

## Classification
En 2012, Paul Sereno propose le cladogramme suivant pour les Heterodontosauridae, qui montre la position très basale de  Fruitadens dans cette famille : 
|  | Echinodon  |
|  |            |
|  | Fruitadens |
|  |            |
|  | Tianyulong |
|  |            |

|  | Pegomastax |
|  |            |
|  | Manidens   |
|  |            |

|  | Abrictosaurus     |
|  |                   |
|  | Heterodontosaurus |
|  |                   |

|  | Pegomastax |
|  |            |
|  | Manidens   |
|  |            |

|  | Abrictosaurus     |
|  |                   |
|  | Heterodontosaurus |
|  |                   |

|  | Pegomastax |
|  |            |
|  | Manidens   |
|  |            |

|  | Abrictosaurus     |
|  |                   |
|  | Heterodontosaurus |
|  |                   |

|  | Pegomastax |
|  |            |
|  | Manidens   |
|  |            |

|  | Abrictosaurus     |
|  |                   |
|  | Heterodontosaurus |
|  |                   |

|  | Echinodon  |
|  |            |
|  | Fruitadens |
|  |            |
|  | Tianyulong |
|  |            |

|  | Pegomastax |
|  |            |
|  | Manidens   |
|  |            |

|  | Abrictosaurus     |
|  |                   |
|  | Heterodontosaurus |
|  |                   |

|  | Pegomastax |
|  |            |
|  | Manidens   |
|  |            |

|  | Abrictosaurus     |
|  |                   |
|  | Heterodontosaurus |
|  |                   |

|  | Pegomastax |
|  |            |
|  | Manidens   |
|  |            |

|  | Abrictosaurus     |
|  |                   |
|  | Heterodontosaurus |
|  |                   |

|  | Pegomastax |
|  |            |
|  | Manidens   |
|  |            |

|  | Abrictosaurus     |
|  |                   |
|  | Heterodontosaurus |
|  |                   |